# کاتسویا ناگاتو
کاتسویا ناگاتو (انگلیسی: Katsuya Nagato؛ زادهٔ ۱۵ ژانویهٔ ۱۹۹۵) بازیکن فوتبال اهل ژاپن است.